# 普雷恩半島
75°6′S 36°30′W / 75.100°S 36.500°W
普雷恩半島（英語：Prehn Peninsula）是南極洲的半島，位於南極半島東岸，半島長32公里、寬16公里，大部分地區被冰雪覆蓋，半島在1947年至1948年的南極探險中被首次發現。